# Čachtický hrad
Čachtický hrad je zřícenina hradu na Slovensku v okrese Nové Mesto nad Váhom poblíž stejnojmenné obce Čachtice v Malých Karpatech. Nachází se na vápencovém kopci v nadmořské výšce 375 metrů a tvoří tak nepřehlédnutelnou dominantu. Hrad vznikl ve 13. století jako strážní hrad, který měl chránit západní hranici Uherska. V 17. století začal ztrácet na významu jako ochranný hraniční hrad a začal upadat a pustnout. Zřícenina hradu je chráněna jako národní kulturní památka.

## Historie
Čachtický hrad byl založen po roce 1260 a za jeho zakladatele bývá považován Kazimír z rodu Hunt-Poznanovců. Střežil cestu, která vedla údolím Myjavy do Pováží. Po otci hrad zdědili bratři Pankrác a Petr, kteří se na něm roku 1273 úspěšně ubránili pokusu o dobytí vojskem krále krále Přemysla Otakara II. Později se hradu zmocnil Matúš Čák Trenčanský, ale po jeho smrti v roce 1321 Čachtice připadly zpět panovníkovi. Od roku 1392 měli hrad v dědičném majetku páni ze Stibořic, a když v roce 1436 zemřel poslední člen rodu, hrad získal královský pokladník Michal Orság, jehož potomkům patřil do roku 1567. O dva roky později císař Maxmilián II. Čachtice věnoval Uršule Kanižaiové, vdově po Tomáši Nádasdym, a jejímu synu Františkovi Nádasdymovi. Nadásdyům ale hrad nevyhovoval, a proto si v šestnáctém století postavili tzv. Nádasdyovský kaštel přímo v Čachticích.
Příležitostnou obyvatelkou kaštelu bývala Alžběta Báthoryová, uherská šlechtična přezdívaná Čachtická paní, která čachtické panství zdědila po manželovi Františku Nádasdym. Po odhalení jejích zločinů, byla na čachtickém hradě uvězněna a roku 1614 na něm zemřela.
V průběhu let 2012–2014 na hradě probíhaly rozsáhlé rekonstrukční práce, které památku zachránily před úplnou devastací. Projekt byl financován ze státního rozpočtu SR a eurofondů. Obnášel rozsáhlou stabilizaci narušeného zdiva, odlesnění, odkrytí a zpřístupnění několika zasypaných historických hradních struktur a místností, zastřešení kapličky a hospodářského objektu a další práce.

## Stavební podoba
V první stavební fázi byla jádrem hradu pětiboká, osově souměrná věž s armovaným ostrým nárožím obráceným k jihu, odkud vedla přístupová cesta. Na severu k věži přiléhalo trojúhelníkovité nádvoří vymezené hradbou. Ve věži se částečně dochovalo původní schodiště v síle zdiva a okenní výklenek s bočními sedátky ve druhém patře. V nejvyšším podlaží bývala hradní kaple. U východní hradby stávala další obytná budova a v ploše nádvoří byla umístěna cisterna.
Od třináctého do čtrnáctého století na hradě proběhlo několik stavebních etap. Během nich bránu posílala protáhle zaoblená bašta, napojená na ohyb hradby jádra. Před vlastní bránou na severozápadě bylo postaveno předbraní. Nejspíše páni ze Stibořic nechali postavit parkánovou hradbu okolo celého jádra. Na vnější straně ji podpíraly pilíře a zakončovalo ji cimbuří se štěrbinovými střílnami. Starší bašta, která parkánem prostupovala, byla tehdy zvýšena. Nakonec vzniklo rozsáhlé předhradí obehnané hradbou s dovnitř otevřenou hranolovou věží v severovýchodním nároží.
S rozvojem palných zbraní přestalo opevnění vyhovovat, a majitelé přistoupili k jeho rozšíření. Na západní straně u severozápadní brány vyrostla trojboká dělostřelecká bašta, od které vedla směrem na jih částečně dochovaná nová parkánová zeď, která na jihu vybíhala až na samotný okraj skalního hřebene, kde se dochovala další dělostřelecká bašta. Přibližně ve stejné době byla zvýšena hradba jádra a rozšířen přilehlý palác, jehož součástí se stala nová kaple na nástavbě protáhlé bašty.
Renesanční úpravy se zaměřily na obytnou složku hradu, kterou rozšířily o křídla na západní straně hradu. Hradbu předhradí zpevnily pilíře a v jihovýchodní části masivní plenta s dělovými komorami, které umožňovaly ostřelování příjezdové cesty. Podél ní vzniklo na jižní straně nové předhradí.

## Hrad v kultuře
V roce 1981 se zde natáčela komedie Oldřicha Lipského Tajemství hradu v Karpatech. Na památku je zde umístěna pamětní deska.

## Galerie

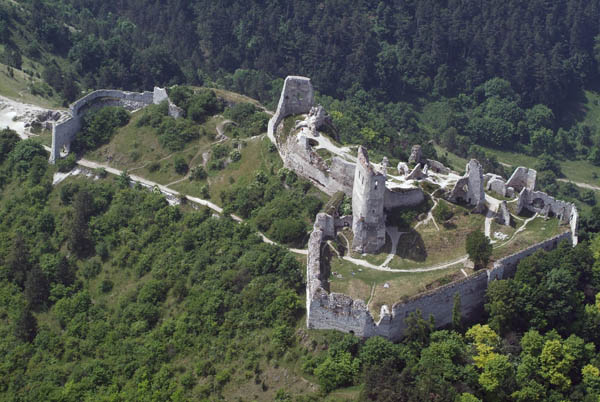
Letecký pohled na hrad
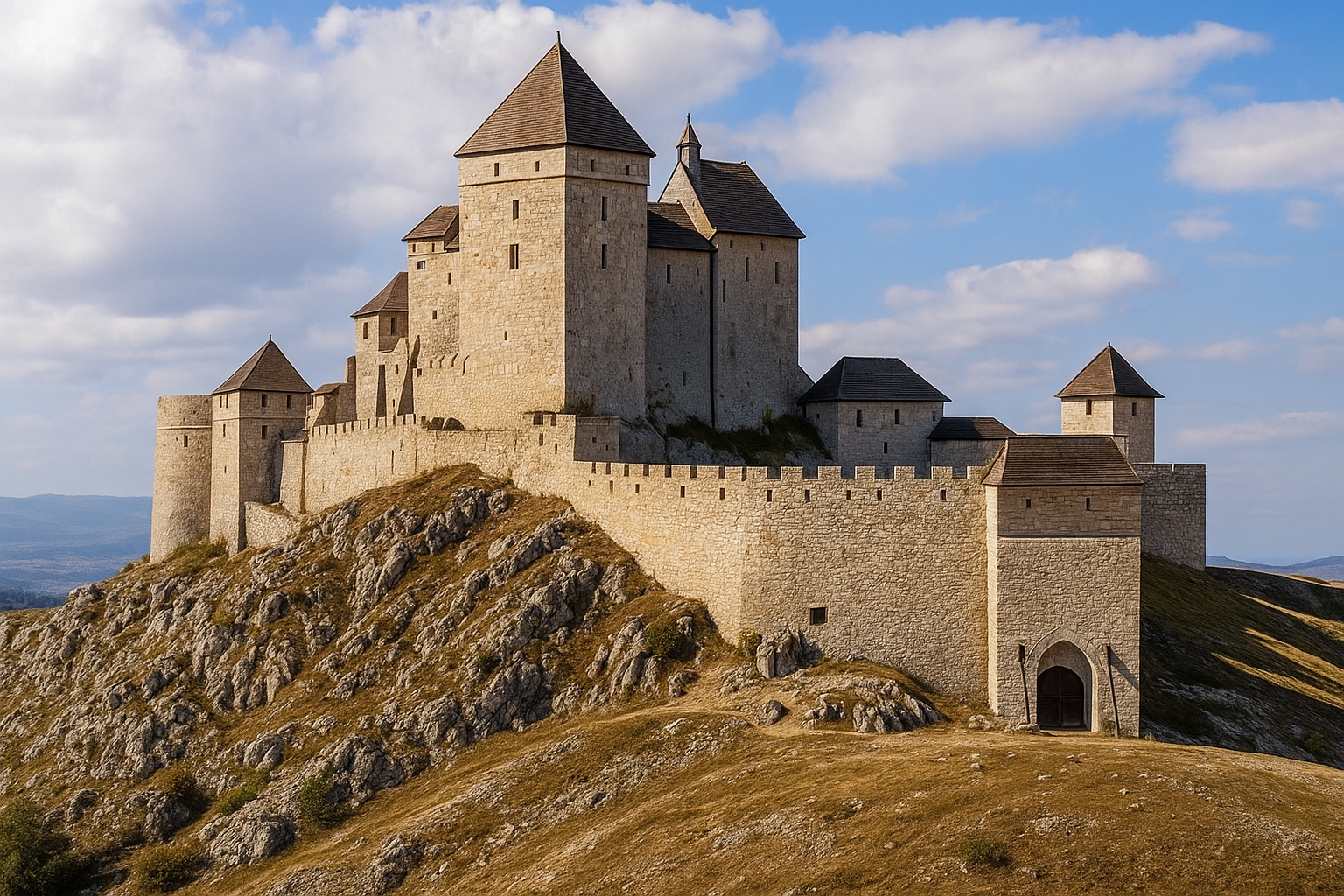
Ideová rekonstrukce, jižní pohled
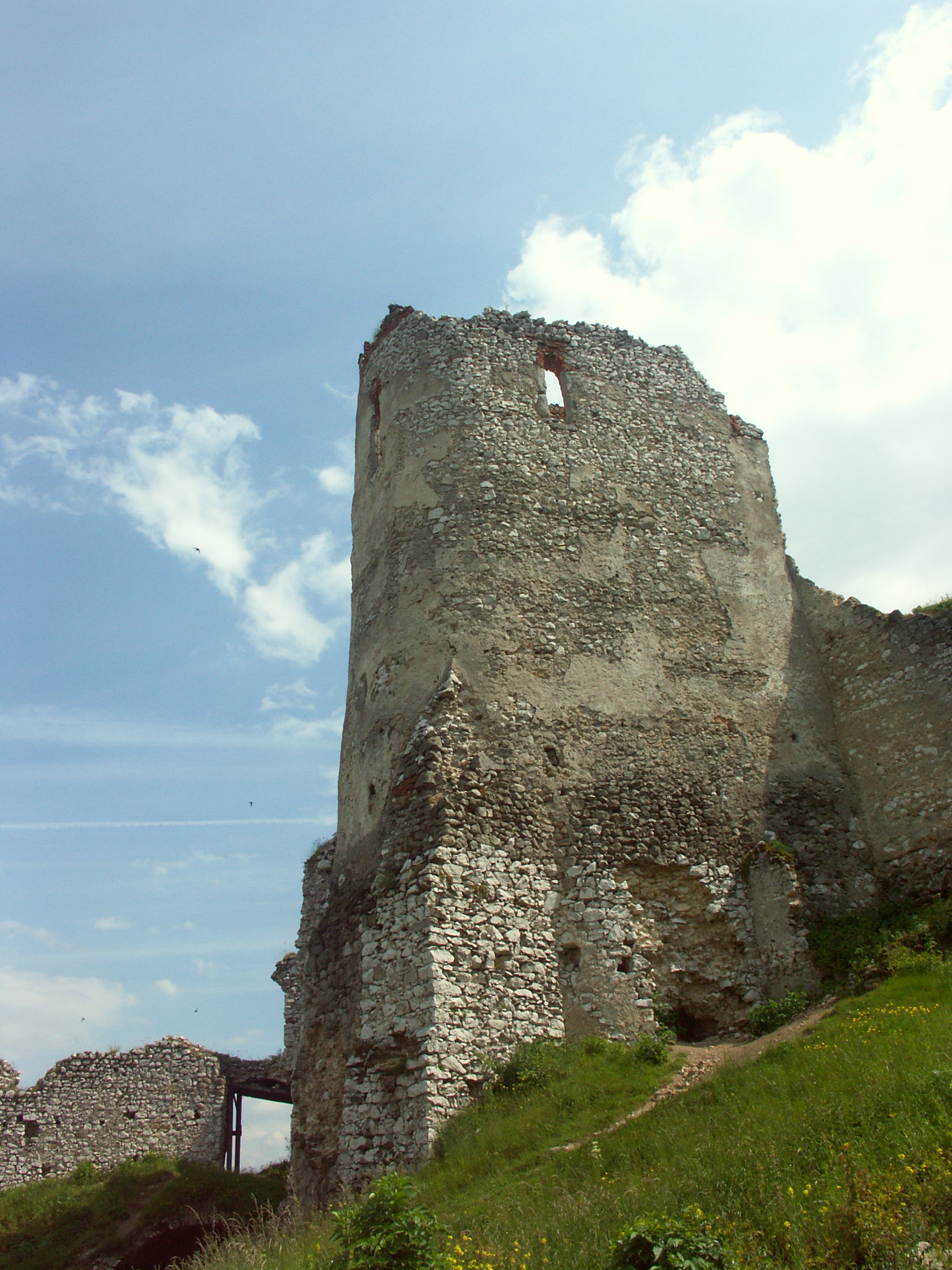
Čachtický hrad
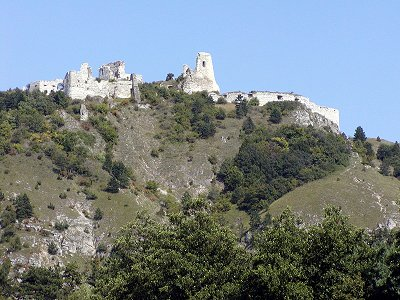
Čachtický hrad, pohled od Višňového
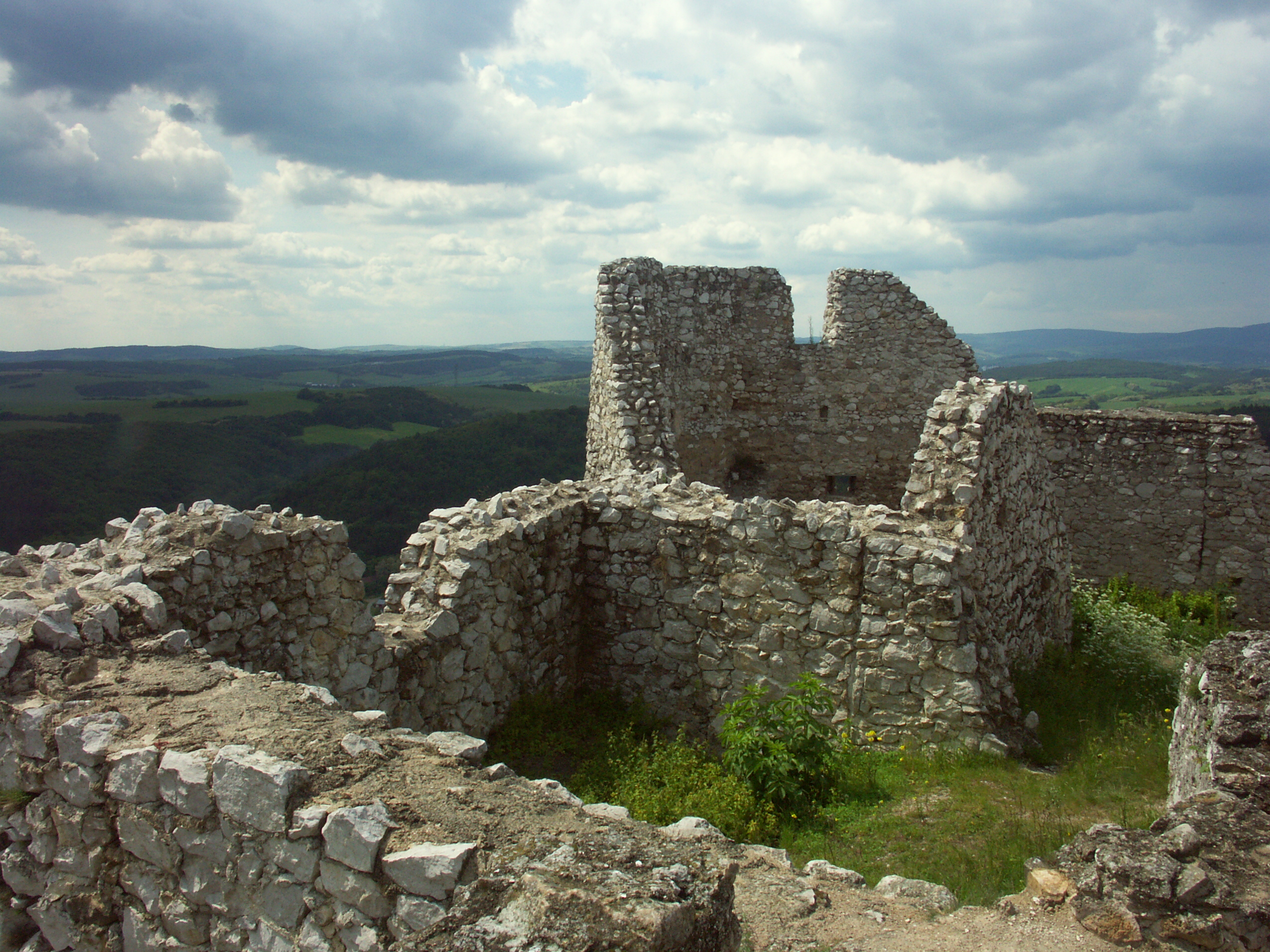
Čachtický hrad
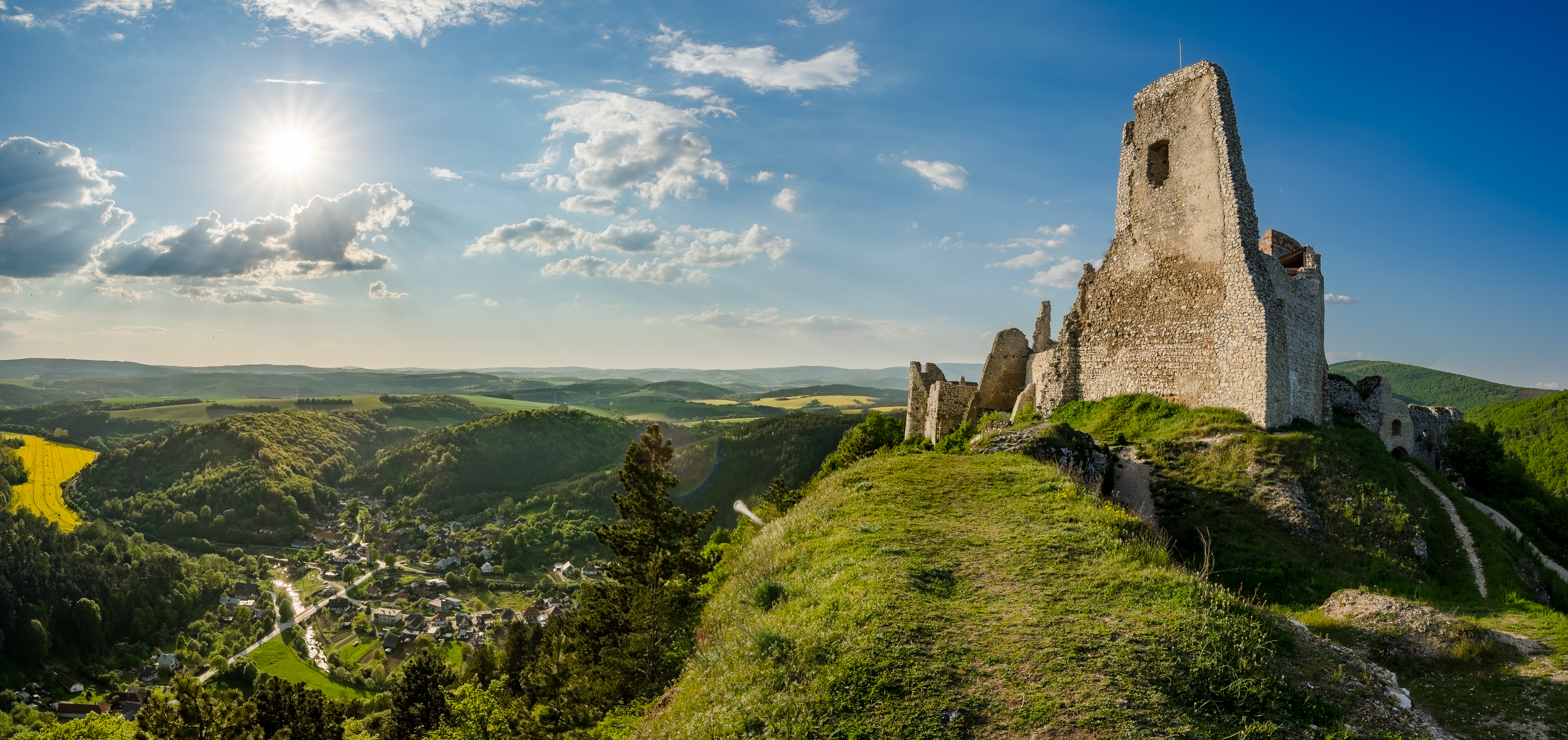
Čachtický hrad nad obcí Višňové